# Titulação
Titulação (por vezes referida como analise volumétrica, volumetria ou titrimetria) é uma técnica de laboratório utilizada para determinar a quantidade de uma determinada espécie química em uma amostra. O processo é realizado por meio da adição gradual de um reagente (geralmente uma solução padrão) à amostra, o qual deve reagir completamente com a substância de interesse.
A substância de interesse em qualquer determinação recebe o nome de analito. A espécie química com a maior concentração definida recebe o nome de titulante, que é, em geral, uma solução obtida a partir de um padrão primário, podendo ser um sal ou uma substância gerada na solução que se deseja valorar. A solução a ter sua concentração determinada recebe o nome de titulado. A adição de solução padronizada até que se complete a reação é chamada de titulação. O volume exato para se completar a reação é chamado de ponto de equivalência ou estequiométrico, este é detectado através de modificação física, podendo ela ser intrínseca da equação ou proveniente de um indicador adicionado (mudança de cor/turbidez). Para que se tenha uma titulação ideal o ponto de equivalência teórico e prático devem ser correspondentes, caso haja discrepância é chamado de erro de titulação, podendo este ser erro sistemático ou aleatório.
Para que seja possível realizar a titulação existem alguns requisitos mínimos que as reações devem atender: O titulado deve reagir em proporção estequiométrica ou equivalente com o titulante; A reação deve ser rápida; Em alguns casos há necessidade de adição de catalisador para acelerar a reação; No ponto de equivalência deve haver alteração física ou química da solução que seja perceptível. Caso não haja mudança em aspecto visual, existem maneiras de determinar o ponto de equivalência além da titulação simples, estas são definidas como, titulação potenciométrica, titulação coulométrica e titulação amperométrica.
Existem vários tipos de titulação, destacando-se a titulação ácido-base, titulação de oxidação-redução e titulação de complexação
O grande passo para a produção, análises e estudos sobre titulometria ocorreu durante o período de revolução industrial onde foram fabricados diversos ácidos e bases. Sendo como principal o ácido sulfúrico, fabricado por diversos países. Os processos relacionados aos ácidos e bases, necessitam de métodos analíticos confiáveis para analisar suas purezas, acarretando em procuras de melhores métodos, surgindo assim o método de Titulometria.
Em Medicina, titulação é o processo de ajustar, gradualmente, a dosagem da medicação até se conseguir o efeito desejado com êxito. Mas no tema aqui delimitado, estamos utilizando a definição de titulação como uma ferramenta Analítica de determinação da concentração de uma Substância Química, comum nas áreas das Ciências Biológicas, Farmácia e Química.

## Vantagens e Desvantagens da Titulação
A volumetria é um método muito mais rápido que a análise gravimétrica, é mais fácil de ser instalado em campo e laboratório e viável economicamente. Possui como desvantagens ser um método menos preciso que a análise gravimétrica.
A volumetria exige a padronização das soluções de concentração conhecida, sobre a qual se dará fundamentalmente a determinação, e estas necessitam apresentar a concentração a mais exata possível. Estas soluções ditas tituladas necessitam ser estáveis quimicamente, não apresentar ao longo do tempo significativa modificação química, caracterizando-se como confiáveis, e estas soluções tituladas dependem de um padrão ainda mais fundamental, que seriam padrões primários, substâncias cuja estabilidade os leva, somada a uma característica de poderem ser medidos com alta precisão, como por exemplo por determinação de sua massa em balança analítica, a fornecerem a padronização de todas as demais soluções a serem utilizadas nas titulações e análises subsequentes.
Apesar de ser um conjunto de técnicas relativamente antigas em química analítica, representa significativa economia e adequada confiabilidade nos laboratórios com menos recursos, podendo perfeitamente ser aplicada na quantificação da grande maioria de compostos químicos em diversos segmentos da indústria e em controle de qualidade. Presta-se para o controle tanto de qualidade (teor) de matérias primas, quanto de intermediários, assim como produtos acabados, e sua precisão supera muitas vezes as exigências de diversos setores.

## Classificação das Reações em análise titulométrica

Titulação ácido-base com elaboração de uma curva de titulação.

### Reação de Neutralização (ou Acidimetria e Alcalimetria) / ácido base
Neste processo faz-se reagir um ácido com uma base para que se atinja o ponto de equivalência. À medida que é adicionado o titulante ao titulado, o pH da solução (titulante+titulado) vai variar, sendo possível construir um gráfico desta variação, ao qual se dá o nome de 'curva de titulação'. O ponto de equivalência pode variar dependendo da concentração inicial do titulante e do titulado. A solução resultante, conterá o sal correspondente, e a formação de água.
Este tipo de titulação baseia-se no uso de medições de volume para a quantidade de medições de volume para a quantidade de titulante adicionado a amostra, este tipo de abordagem é denominado analise volumétrica.
Para notar a mudança em uma reação ácido-base é necessário a utilização de indicadores de neutralização ou indicadores ácido-base, pois estas mudam de cor de acordo com a concentração de íons hidrogênio ou hidróxidos, o momento em que acontece a variação da cor é chamada faixa de viragem.
Normalmente, para se fazer uma titulação, utiliza-se um frasco de erlenmeyer (onde são postos o titulado, água, um indicador ácido/base) e uma bureta, onde está contido o titulante.
Indicadores mais conhecidos: Alaranjado de metila, Vermelho de metila, 1-Naftolftaleína, Fenolftaleína, Timolftaleína, Sulfonoftalína, Vermelho de quinaldina, Amarelo de metila (vermelho neutro e vermelho do congo), 4-nitro-fenol, Amarelo de alizarina R e Tropeolina O.
Existem também os indicadores mistos, que são apenas para intervalos estreitos e mudanças nítidas de cores, sendo os mais famosos: Vermelho neutro e azul de metileno, Fenolftaleina e 1-Naftolftaleína, Azul de timol e vermelho cresol.

## Titulação Ácido-Base
- Volumetria ou titulação ácido-base: Baseia-se na reação de um ácido com uma base. O fator de controle da realização e finalização da reação é o pH, que representa a quantidade de íons hidrogênio (H+) ainda presente no meio reacional.

### Titulação Ácido forte/Base forte
Neste tipo de titulação, o ponto de equivalência se dá aproximadamente em pH 7, pois o ácido ioniza-se praticamente na totalidade e a base se dissocia praticamente na totalidade, seja, o numero de ions H+ são iguais aos de OH-. Quando os íons H3O+ e OH- reagem, formam água.
Titulando um ácido com uma base padrão, inicialmente o pH cai lentamente, quando o ponto de estequiométrico se aproxima ocorre um decréscimo repentino do pH. Neste ponto, o indicador muda de cor ou um titulador automático reponde eletronicamente a rápida mudança de pH, normalmente as titulações terminam nessa etapa, porem se prosseguir a titulação, o pH cairá lentamente. Um exemplo deste tipo de titulação é a titulação de uma solução de HCl com NaOH:
{\displaystyle {\ce {HCl(aq) -> H3O+(aq) + Cl^{-}(aq)}}}
{\displaystyle {\ce {NaOH(aq) -> Na+(aq) + OH^{-}(aq)}}}
{\displaystyle {\ce {H3O+(aq) + OH^{-}(aq) <=> 2 H2O(l)}}}
O Na+ e Cl- resultante da reação entre o ácido forte HCl (ácido clorídrico) e a base forte (hidróxido de sódio) são considerados íons neutros em solução, pois não sofrem hidrólise ácida ou básica.
HCl(aq) + NaOH(aq) → Na+(aq) + Cl-(aq) + 2H2O(l)
Numa titulação de uma base forte com um ácido forte ocorre o mesmo tipo de reações e o ponto de equivalência é o mesmo, tendo como diferença a forma da curva de titulação (em vez de ser decrescente é crescente). Ocorrendo uma reação de neutralização  , originando  um  sal  e  água

Curva de titulação de 50 mL de HCl (ácido forte) 0,10 mol/L com NaOH (base forte) 0,10 mol/L.

### Titulação Ácido fraco/Base forte
Neste tipo de titulação, o ponto de equivalência se dá em um pH superior a 7, devido à hidrólise do ânion do ácido fraco, que é uma hidrólise que origina íons OH–.
Ex.: Titulação do ácido acético com o hidróxido de sódio:
CH3COOH(aq) + NaOH(aq) → NaCH3COO(aq) + H2O(l)
NaCH3COO(aq) → Na+(aq) + CH3COO–(aq)
No ponto de equivalência, todo o ácido acético foi consumido e todo o NaOH foi consumido. No entanto, foi produzido CH3COO– . – o pH é dado pela solução de CH3COO– (hidrólise do ânion do ácido fraco) – Ponto de equivalência: o pH será maior que 7. Como o Na+ é uma partícula neutra do ponto de vista ácido-base (cátion de uma base forte não hidrolisa), apenas o CH3COO– (ânion de um ácido fraco) sofrerá hidrólise, como mostrado abaixo:
CH3COO-(aq)+ H2O(l) → CH3COOH(aq) + OH-
Os íons OH– aumentarão o pH da solução pois irão reagir com H3O+ pela equação:

Curva de titulação de 50 mL de ácido acético (ácido fraco, pK_{a} 4,76) 0,10 mol/L com NaOH (base forte) 0,10 mol/L.

OH-(aq) + H3O+(aq) → 2H2O(l)

### Titulação Base fraca/Ácido forte

Curva de titulação de 50 mL de amônia (base fraca, pK_{b} 4,75) 0,10 mol/L com HCl (ácido forte) 0,10 mol/L.

Neste tipo de titulação, o ponto de equivalência se dá em um pH inferior a 7, devido à hidrólise do cátion resultante ser ácida. No ponto de equivalência, todo o hidróxido de amônio foi consumido e todo o HCl foi consumido. No entanto, foi produzido NH4+. – o pH é dado pela solução de NH4+ (hidrólise do cátion da base fraca) – Ponto de equivalência: o pH será menor que 7.
Como a base é fraca, o seu ácido conjugado será forte, que facilmente reagirá com a água, formando íons H3O+.
Um exemplo deste tipo de titulação é a titulação do hidróxido de amôneo com o ácido clorídrico:
HCl(aq) + NH4OH(aq) → NH4Cl(aq) + H2O
NH4Cl(aq)  → NH4+(aq)  +  Cl(aq)-
Como o NH4+ sofre hidrólise retirando o OH- da água, e formando NH4OH, restando H+ no meio, fazendo o ponto de equivalência ser em um pH menor que 7.

### Titulação Ácido fraco/Base fraca
Este caso será exemplificado pela titulação de 50 mL de ácido acético 0,1N (Ka= 1,8 x 10-5) com amônia aquosa 0,1 N        (Kb= 1,8 x 10-5). O pH no ponto de equivalência será dado por:
pH = l/2pKw +1/2pKa -l/2pKb = 7,0+2,37 -2,37 = 7,0
Ex.: A curva de neutralização de 100 mL de CH3COOH 0,1 N com NH4OH  0,1 N.
A curva de neutralização até o ponto de equivalência é quase idêntica à do caso em que se usa hidróxido de sódio 0,1 M (0,1 N) como base; além do ponto de equivalência, a titulação consiste virtualmente na adição de uma solução aquosa de amônia 0,1 M (0,1 N) a uma solução 0,1 M de acetato de amônio.
Como nenhuma mudança brusca de pH é observada, não se pode obter um ponto final nítido com indicador simples. Pode-se algumas vezes encontrar um indicador misto que exiba uma mudança de cor nítida num intervalo de pH muito pequeno. Assim, nas titulações de ácido acético-amônia, pode-se usar o indicador misto de vermelho neutro com azul de metileno; mas, de um modo geral é melhor evitar-se o uso de indicadores nas titulações que envolvam tanto ácido fraco como base fraca.

Curva de titulação de 50 mL de ácido acético (ácido fraco, pK_{a} 4,76) 0,10 mol/L com amônia (base fraca, pK_{b} 4,75) 0,10 mol/L.

## Titulação de Complexação
A titulação de complexação envolve uma reação conhecida como complexação, que é a formação de um complexo, preferencialmente colorido, solúvel em água com o analito, no caso, um íon metálico. Baseia-se, fundamentalmente, em que muitos íons metálicos formam complexos suficientemente estáveis. Este reagente complexante muitas vezes é um agente quelante, sendo o EDTA o mais usual. As reações envolvidas na determinação e seu andamento e finalização podem ser controladas pelo pH.

## Titulação de Precipitação
A titulação de precipitação envolve uma reação em que a adição de um titulante ao titulado resulta em um precipitado insolúvel. Nela adiciona-se volumes conhecidos de uma solução de um agente precipitante até que não ocorra mais a precipitação, neste ponto define-se o ponto final da titulação, de modo que o volume utilizado de titulante se relaciona com a concentração do analito na amostra. É necessário que a concentração do titulante e a estequiometria entre ele e o analito sejam conhecidas. Apesar de ser efetuada com técnicas semelhantes as da análise gravimétrica, não é limitada pela necessidade de uma massa final mensurável (em outras palavras, não necessita-se de isolar o precipitado e secá-lo), podendo utilizar-se de outros parâmetros com seus métodos para a quantificação dos resultados. Entre estes métodos, utiliza-se a potenciometria (determinação do pH), a condutimetria (determinação da condutividade elétrica), a amperometria (determinação da corrente elétrica produzida), ou ainda o método fotométrico (determinando-se a coloração, pela absorbância por meios eletrônicos).

## Titulação de Oxirredução
As titulações redox envolvem o uso de agentes oxidantes para a titulação de agentes redutores (e vice-versa). Tem como restrição básica a necessidade de grande diferença entre os potenciais de oxidação e redução, de modo permitir resultado do andamento e final da reação mais nítidos. Tais resultados e andamentos são medidos por meio de indicadores químicos ou através de diversos métodos de medição relacionada a corrente elétrica (métodos eletrométricos), que seriam indicadores físicos para o comportamento da reação.
Ared(aq) + Box(aq) → Aox(aq) + Bred(aq)
Muitas titulações redox não envolvem uma reação 1:1 entre o titulante e o analito, tendo como exemplo a titulação do dicromato de potássio com o Fe2+ que reagem na razão 1:6 (determinação de DQO)

## Titulação Coulométrica
A coulometria em potencial controlado aplica-se apenas ao número limitado de substâncias que sofrem reação quantitativa em um eletrodo durante a hidrólise. Porém a coulometria em corrente constante possui uma área mais vasta de trabalho, integrando até mesmo muitas que não reagem quantitativamente no eletrodo. Na eletrólise é gerado um composto que reage estequiometricamente com a substância a ser determinada, essa quantia reagida é calculada com o auxílio da lei de Faraday.

### Vantagens
- O tempo e a corrente podem ser mensurados com alta precisão e acurácia, ou seja alta sensibilidade;
- Não é necessário padrões visto que o coulomb é o padrão primário no trabalho;
- Pode-se utilizar reagentes instáveis pois são gerados e consumidos automaticamente, não havendo perda na estocagem nem mudança de título;
- É possível gerar pouco titulante, evitando dificuldades na padronização e estocagem, podendo abordar escalas como micro ou semimicro;
- Não há diluição no processo de geração interna;
- Há a possibilidade de fazer pré-diluição antes da adição da amostra porque o efeito de impurezas na solução geradora é minimizado;
- Como é um método de natureza elétrica, abrindo a possibilidade de adaptação de controle remoto, proporcionando a capacidade de trabalhar com material radioativo[7]

## Titulação Potenciométrica
A titulação potenciométrica utiliza do potencial entre dois eletrodos, o indicador e o de referência, em função do volume adicionado de titulante. O ponto de viragem é determinado pela súbita mudança do potencial observada no gráfico de força eletromotriz contra a quantidade de reagente gasta. Neste método deve-se sempre manter em agitação a solução para que haja uma rápida resposta do eletrodo, deve-se sempre esperar a cada adição de titulante o tempo necessário para que o eletrodo consiga dar resposta a esta adição atingindo um potencial constante. Caso seja necessária ausência de ar ou outro gás, geralmente, utiliza-se de um balão com três ou quatro bocas, adaptado, permitindo que aconteça o borbulhamento de nitrogênio antes e durante a titulação. Para a determinação de f.e.m., usualmente, utiliza-se de um medidor de pH em modo  de detecção para este tipo de sinal.

### Vantagens
- Quando o ponto final da titulação obtido pelo indicador não é possível ser identificado pela fato da solução de analito ser colorida, túrbida ou fluorescente;
- Quando não há um indicador adequado ou quando a determinação da alteração da coloração é de difícil identificação;
- Na utilização para titulação de ácidos polipróticos, misturas de ácidos, de bases ou halogenetos;
- Quando há necessidade de automatização do processo, onde existem dados do ponto final e estes devem/estão armazenados em computador.[7]

## Titulação Amperométrica
A corrente limite é independente da voltagem aplicada sobre um microeletrodo indicador, sendo o único fator que afeta a corrente é a velocidade de difusão do material eletroativo na solução, ou seja, a corrente de difusão é proporcional à concentração do material eletroativo na solução. Quando se remove uma parte do material eletroativo por interação com algum reagente, a corrente de difusão sofre alteração, diminuindo-a. A corrente de difusão observada em uma determinada voltagem conveniente é medida em função do volume do titulante. O ponto final deste método se encontra na interseção de duas linhas retas que indicam a variação da corrente antes e depois do ponto de equivalência.

### Vantagens
- É uma titulação rápida pois o ponto final é encontrado graficamente. Sendo necessária apenas algumas medidas de corrente sob voltagem constante, antes e depois do ponto final;
- A titulação pode ser feita quando as relações de solubilidade são desfavoráveis e tornam insatisfatórias os métodos potenciais visuais ou é apreciavelmente hidrolisado;
- As leituras significativas são feitas em regiões onde há excesso de titulante ou excesso de reagente a solubilidade são reprimidas;
- Podem ser feitas em diluições, onde titulações visuais e potenciométricas não dão resultados satisfatórios;
- Impurezas salinas podem estar presentes sem que ocorram interferência, visto que sais são comumente adicionados como eletrólito de suporte com o objetivo de eliminar corrente e migração.[7]

## Titulação Espectrofotométrica
É um modelo baseado em Lambert Beer, onde segundo J. H. Lambert (1728 – 1777) observou que a intensidade da luz transmitida por um meio absorvedor era proporcional à espessura do meio pelo qual a luz passava, e segundo A. Beer (1825 – 1863) observou que a intensidade da luz transmitida por um meio absorvedor era proporcional à concentração da espécie absorvedora. Como as titulações espectrofotométricas são feitos em frascos (cubetas), onde o caminho ótico é constante, permite proporcionalidade em relação à concentração e absorbância. Como o titulante, o reagente ou os produtos absorvem radiação, será possível apenas se a reação for completa e a variação do volume for pequena.

### Vantagens
- A presença de substâncias que absorvem no mesmo comprimento de onda não interfere necessariamente, visto que somente a mudança de absorbância é importante;
- A precisão na localização da reta de titulação por meio das informações deduzidas com base em diversos pontos, ou seja, apresenta melhor precisão do que se fosse feito em apenas um ponto;
- O método é útil no caso de reações incompletas na proximidade do ponto de equivalência;
- É possível obter precisão de 0,05%
- A resposta linear da absorbância com a concentração produz com frequência alteração apreciável da inclinação das retas na titulação espectrofotométrica mesmo em casos que a concentração apresente pequena inflexão[8]